# Brissac-Quincé

Brissac-Quincé este o comună în departamentul Maine-et-Loire, Franța. În 2009 avea o populație de 2,898 de locuitori.

## Obiective turistice
- Casteul Brissac cu parcul
- Biserica Saint-Vincent, secolul al XIX-lea, cu ferestre din secolul al XVI-lea , aparținând parohiei Saint-Vincent-en-Aubance